# Lilioceris
Lilioceris is een geslacht van kevers uit de familie bladkevers (Chrysomelidae).
De wetenschappelijke naam van het geslacht werd in 1912 gepubliceerd door Edmund Reitter. De typesoort is Attelabus lilii Scopoli, 1763.

## Soorten
- Lilioceris apicalis Yu in Yu, 1992
- Lilioceris brancuccii Medvedev, 1992
- Lilioceris dentifemoralis Long, 1988
- Lilioceris faldermanni Guérin-Méneville, 1829
- Lilioceris hitam Mohamedsaid, 1990
- Lilioceris jianfenglingensis Long, 1988
- Lilioceris kimotoi Mohamedsaid, 1991
- Lilioceris laetus Medvedev, 1992
- Lilioceris laysi Mohamedsaid, 2000
- Lilioceris lianzhouensis Long, 2000
- Lilioceris lilii Scopoli, 1763
- Lilioceris merdigera Linnaeus, 1758
- Lilioceris nepalensis Takizawa, 1989
- Lilioceris parallela Mohamedsaid, 1999
- Lilioceris rondoni Kimoto & Gressitt, 1979
- Lilioceris schneideri Weise, 1900
- Lilioceris thailandicus Medvedev, 2005
- Lilioceris tibialis Villa, 1838
- Lilioceris vietnamica Medvedev, 1985
- Lilioceris xinglongensis Long, 1988
- Lilioceris yuae Long, 2000